# Saint-Evroult-de-Montfort

Saint-Evroult-de-Montfort este o comună în departamentul Orne, Franța. În 1 ianuarie 2022 avea o populație de 359 de locuitori.